# Kaspar Hegetschweiler
Hans Kaspar Hegetschweiler (* 12. Juni 1954 in Zürich) ist ein Schweizer Chemiker. Er war von 1996 bis 2020 Professor für Anorganische Chemie an der Universität des Saarlandes.

## Leben
Nach der Matura im Jahr 1973 studierte Hegetschweiler bis 1979 an der ETH Zürich Chemie. Danach arbeitete er ein Jahr lang als Lehrbeauftragter für Chemie an mehreren Gymnasien des Kantons Zürich und erlangte das Diplom für das höhere Lehramt (Gymnasium).
In den Jahren 1980 bis 1984 arbeitete er an seiner Dissertation in Zürich zum Thema Polyalkoholkomplexe von Fe(III).
Es folgte ein einjähriges Postdoktorat bei Paul Saltman an der University of California, San Diego, wo er sich mit Arbeiten auf dem Gebiet der Bioanorganischen Chemie beschäftigte. Danach arbeitete er bis 1988 als Hauptlehrer für Chemie und Physik am Gymnasium Interlaken.
Von 1988 bis 1993 war Hegetschweiler Oberassistent an der Abteilung Umweltnaturwissenschaften der ETH Zürich und habilitierte dort in der Zeit von 1993 bis 1995 am Laboratorium für Anorganische Chemie. 1995 wurde er zum Privatdozenten ernannt.
Seine Habilitationsschrift hatte das Thema 1,3,5-Triamino-1,3,5-tridesoxy-cis-Inosit und alkylierte Derivate, eine neue Klasse bemerkenswert vielseitiger Liganden.
1995 ging er als Visiting Fellow an die Research School of Chemistry des Institute for Advanced Studies an der Australian National University in Canberra, wo er gemeinsame Forschungsarbeiten mit Alan Sargeson unternahm.
Zum 1. Januar 1996 trat er eine C3-Professur für Anorganische Chemie an der Universität des Saarlandes in Saarbrücken an, wo er von 1998 bis 2000 Prodekan des Fachbereichs Chemie war.
2001 legte Hegetschweiler ein Forschungssemester an der Syracuse University im US-Bundesstaat New York bei Jon Zubieta ein. Bevor er 2004 den Ruf auf eine C4-Professur für Anorganische Chemie an der Universität des Saarlandes annahm, hatte er bereits Rufe auf Professuren in Potsdam und Bielefeld abgelehnt. Von 2004 bis 2007 wirkte er als Dekan der Naturwissenschaftlich-Technischen-Fakultät III der Universität des Saarlandes. Zum 1. April 2020 wurde Hegetschweiler emeritiert und ist seitdem als Seniorprofessor tätig.
Der Schwerpunkt von Hegetschweilers Forschung liegt im Bereich der Entwicklung und Charakterisierung organischer Ligandsysteme zur selektiven Komplexierung bestimmter Metall-Kationen. Hegetschweilers Gruppe kooperiert in anwendungsbezogenen Projekten auf diesem Feld mit Industrieunternehmen wie Novartis, Evonik Industries und Bayer AG. Ebenso besteht eine Kooperation mit dem National Institute of Standards and Technology.
Hegetschweiler ist Autor oder Mitautor von über 150 Artikeln in internationalen Fachzeitschriften.

## Publikationen (Auswahl)
- K. Hegetschweiler, H. Schmalle, H. M. Streit, W. Schneider: Synthesis and structure of a novel hexanuclear iron(III) complex containing six terminal and twelve bridging alkoxo groups and one µ6-Oxo bridge. In: Inorganic Chemistry. Band 29, Nr. 18, 5. September 1990, S. 3625–3627, doi:10.1021/ic00343a066.
- K. Hegetschweiler, H. W. Schmalle, H. M. Streit, V. Gramlich, Hu Hund, I. Erni: A simple, efficient route to a µ6-oxo-centered hexanuclear iron(III) alkoxide complex: preparation and structure of Na2Fe6O(OCH3)18·6CH3OH. In: Inorganic Chemistry. Band 31, Nr. 7, 1. April 1992, S. 1299–1302, doi:10.1021/ic00033a032.
- U. Heinz, K. Hegetschweiler, P. Acklin, B. Faller, R. Lattmann, H. P. Schnebli: 4-[3,5-bis(2-hydroxyphenyl)-1,2,4-triazol-1-yl]benzoic acid: A novel efficient and selective iron(III) complexing agent. In: Angewandte Chemie-International Edition. Band 38, Nr. 17, 1999, S. 2568–2570, doi:10.1002/(SICI)1521-3773(19990903)38:17<2568::AID-ANIE2568>3.3.CO;2-3.
- K. Hegetschweiler: A rigid, cyclohexane-based polyamino-polyalcohol as a versatile building block for tailored chelating agents. In: Chemical Society Reviews. Band 28, Nr. 4, Juli 1999, S. 239–249, doi:10.1039/a802638f.
- K. Hegetschweiler, B. Morgenstern, J. Zubieta, P. J. Hagrman, N. Lima, R. Sessoli, F. Totti: Strong ferromagnetic interactions in [V8O14(H−2taci)2]: An unprecedented large spin ground state for a vanadyl cluster. In: Angewandte Chemie-International Edition. Band 43, Nr. 26, 2004, S. 3436–3439, doi:10.1002/anie.200454130.